# Куп Црне Горе за жене
Куп Црне Горе за жене јесте национално фудбалско такмичење женског удружења у Црној Гори. Основана је 2015. године, седам година након формирања Црногорске женске лиге.

## Историја
Након оснивања Женске лиге Црне Горе 2008. године, Фудбалски савез Црне Горе организовао је прву сезону у оквиру Женског купа Црне Горе 2015/16. У инаугурационој сезони Женског купа Црне Горе учествовало је седам учесника, а прво коло је било четвртфинално. Први освајач Купа Црне Горе био је ЖФК Економист.

## Финале
До сада одиграна финала су:
| Година  | Побједник     | Резултат | Другопласирани | Мјесто одржавања | Број гледаоца |
| ------- | ------------- | -------- | -------------- | ---------------- | ------------- |
| 2015–16 | ЖФК Економист | 3–1      | ЖФК Младост    | Подгорица        | 300           |

## Трофеји по тиму
| Клуб                  | Побједници | Другопласирани | Сезона  |
| --------------------- | ---------- | -------------- | ------- |
| ЖФК Економист Никшић  | 1          | -              | 2015–16 |
| ЖФК Младост Подгорица | -          | 1              |         |